# Sachets de nicotine
 (mai 2021).
Si vous disposez d'ouvrages ou d'articles de référence ou si vous connaissez des sites web de qualité traitant du thème abordé ici, merci de compléter l'article en donnant les références utiles à sa vérifiabilité et en les liant à la section « Notes et références ».

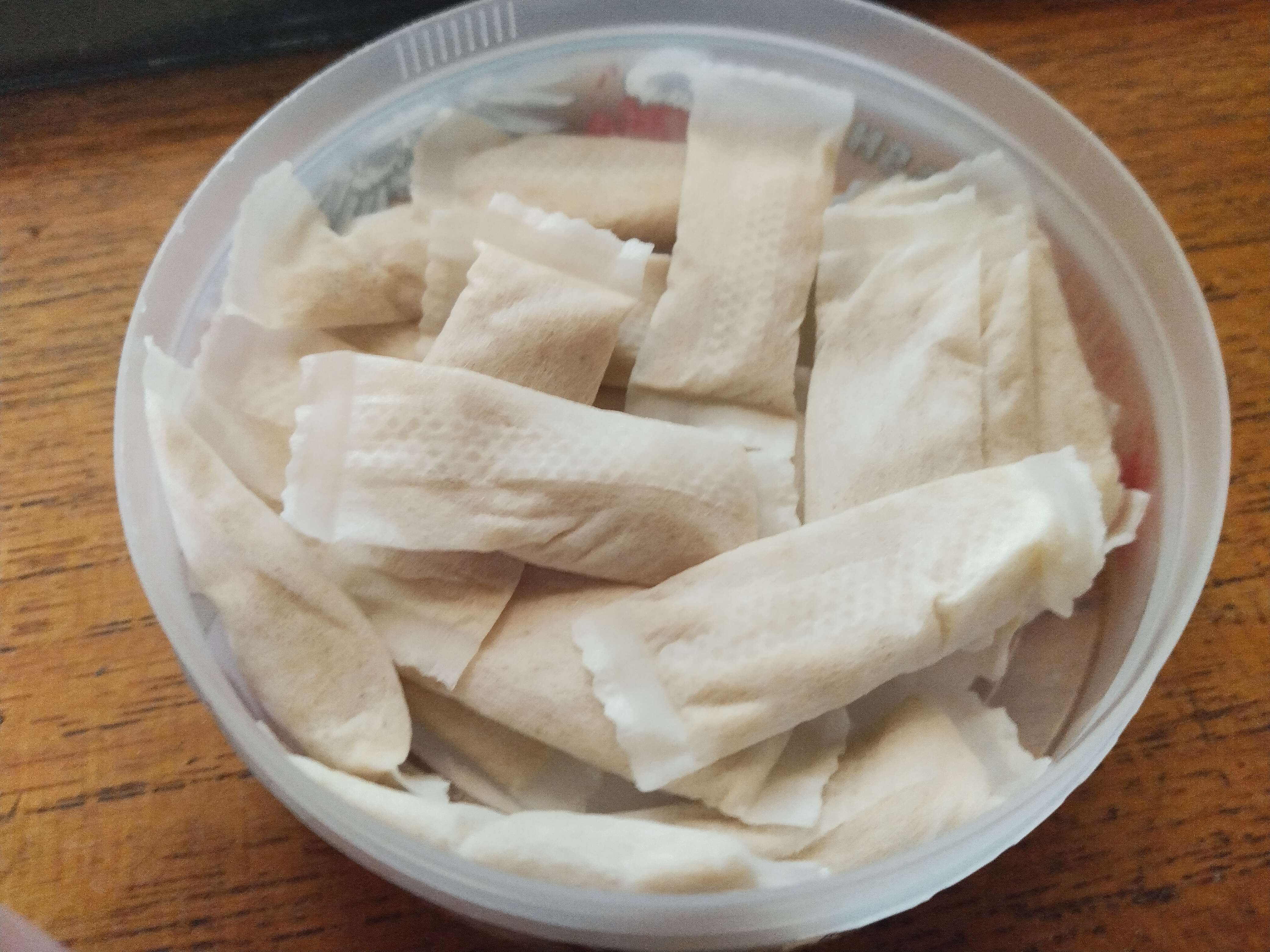
Une boîte de sachets de nicotine.

Les sachets de nicotine (appelés en anglais nicotine pouches), ou nicopods, sont des sachets fabriqués en fibre de cellulose. Ils contiennent de la nicotine, des fibres végétales et des arômes, mais pas de tabac.
Ils se consomment sur les gencives, de la même manière que le snus suédois, duquel ils sont inspirés. À la différence du snus, les sachets de nicotine sont généralement aromatisés, avec des saveurs mentholées ou fruitées.
Les sachets de nicotine sont commercialisés aux États-Unis depuis 2016 et en Europe depuis 2018. En France, ils sont généralement deux fois moins chers qu’un paquet de cigarettes.

## Histoire
Les sachets de nicotine sont des produits relativement récents, au contraire du snus suédois dont ils sont inspirés.
Les premiers sachets de nicotine sans tabac étaient en vente en Norvège de 2014 à 2018, sous le nom d'Epok (marque). En juin 2018, la Direction norvégienne de la santé a contraint British American Tobacco Norway à retirer Epok de la vente au risque de s'exposer à des amendes quotidiennes de 150 000 NOK, pour des raisons qualifiées de « ridicules » par la presse norvégienne. La direction norvégienne de la santé a fait valoir que, puisque Epok ne contenait pas de tabac, il s'agissait d'une nouvelle forme de produit à base de nicotine, distincte des formes de snus autorisées en Norvège. Dans les jours qui ont suivi l'interdiction, Epok a été réintroduit sur le marché norvégien, avec une quantité infime de tabac blanchi, pour être considéré comme une forme déjà approuvée de produits à base de nicotine. Comme les sachets de nicotine sans tabac n'y étaient pas interdits, la marque Epok a été abandonnée en Suède et remplacée par Lyft, un produit qui contient des fibres de pin et d'eucalyptus à la place du tabac. En février 2020, Epok est toujours vendu par les épiceries norvégiennes.
De nombreux fabricants de snus suédois de premier plan, tels que Swedish Match, Skruf et AG Snus ont créé leurs marques de sachets de nicotine (Zyn, Shiro, Swave, etc.) en réponse directe à la demande de substituts du tabac.

## Mode d'utilisation
Les sachets de nicotine s’utilisent sans combustion. En lieu et place, l'utilisateur place un sachet sous la lèvre supérieure au contact de la gencive. La nicotine, responsable de l'addiction, et les arômes sont alors diffusés par voie orale au contact de la muqueuse buccale. Une fois la nicotine entièrement consommée, l’utilisateur se débarrasse du sachet usagé. 
À l’image des fabricants de snus, de nombreuses marques de sachets de nicotine incluent dans les boîtes un compartiment faisant office de « poubelle » pour les sachets usagés. 

## Risques
Il existe différents risques lors d'une simple prise d'un sachet de nicotine. Un seul de ces nicopods, si la dose de nicotine est élevée, peut provoquer vomissements, nausées, etc... 
Il existe aussi des risques sur le long terme : 
Pour la santé buccodentaire, comme des formations d'ulcères dans la bouche 
Les sachets de nicotine favoriseraient aussi le risque de maladies parodontales, dues à leur proximité avec la gencive

## Composition
Les sachets de nicotine contiennent des fibres végétales, des arômes et de la nicotine. La nicotine crée une forte addiction. La teneur en nicotine varie selon les marques. 
Peu d'études indépendantes existent sur la composition des sachets de nicotine et leurs effets. Une étude de 44 sachets de nicotine de 20 fabricants différents a montré que :
- ils contenaient 2 à 48 milligrammes de nicotine par sachet ;
- 29 de ces produits n'avaient pas un étiquetage clair du contenu en nicotine ;
- 26 de ces produits  contenaient des nitrosamines cancérigènes du tabac.

### Différence avec le snus
La principale différence entre sachets de nicotine et le snus est l’absence de tabac. Les sachets de nicotine ont également des durées d’utilisation et de conservation plus longues. Les sachets de nicotine sont en outre généralement aromatisés, contrairement au snus.

## Règlementation par pays

### Canada
Au Canada, la nicotine est considérée comme un médicament d'ordonnance, les importations personnelles de nicotine sont donc interdites. Des exceptions existent pour les personnes répondant à ces critères : un praticien de la santé ou un médecin, un fabricant de médicaments, un grossiste en médicaments, un pharmacien ou un résident d'un pays étranger en visite au Canada.

### États-Unis
Aux États-Unis, ils sont classés comme des produits du tabac, car ils contiennent de la nicotine extraite du tabac.

### France
En France, l’introduction très récente des sachets de nicotine n’a pas encore donné lieu à une classification. L'industrie du tabac fait du lobbying contre leur possible interdiction.

### Norvège
Dans les pharmacies norvégiennes, les sachets de nicotine sont également vendus comme substituts nicotiniques pour les personnes engagées dans une démarche de sevrage tabagique. Approuvés par l'Agence norvégienne des médicaments, ils sont commercialisés sans ordonnance sous la marque Zonnic.

### Suisse
En Suisse, les sachets de nicotine arrivent sur le marché dans la deuxième moitié des années 2010. Dès 2024, ils sont règlementés par la loi sur les produits du tabac : en particulier interdiction de vente aux mineurs, restriction de publicité et avertissement obligatoire (« Ce produit nuit à votre santé et crée une forte dépendance »),.
La loi sur les produits du tabac ne fixe pas de quantité maximale de nicotine dans les sachets, contrairement aux cigarettes (maximum 1 milligramme de nicotine par cigarette) et aux cigarettes électroniques (maximum 20 milligrammes par millilitre),.

## Controverse
Du fait de leur large éventail de saveurs et de leur mode d’utilisation discret et sans combustion, les sachets de nicotine sont susceptibles d’attirer des personnes jeunes ou non-fumeuses.
Des groupes de défense opposés à l'introduction des sachets de nicotine au Kenya ont protesté contre le fait qu'ils pouvaient augmenter le risque de cancer, de maladies cardiaques et d'effets néfastes sur la reproduction ou le développement. L'Alliance kenyane pour le contrôle du tabac a ainsi affirmé qu'étant donné les niveaux plus élevés de certains produits chimiques toxiques, ainsi que ce que la Food and Drug Administration américaine a déclaré être un manque de données médicales prouvant que les sachets de nicotine sont plus sûrs que les cigarettes (comme le prétend British American Tobacco), le gouvernement ne devrait pas autoriser le produit.